# Wygoda (powiat zwoleński)
Wygoda – wieś w Polsce położona w województwie mazowieckim, w powiecie zwoleńskim, w gminie Policzna. Ma status sołectwa.
| SIMC    | Nazwa         | Rodzaj    |
| ------- | ------------- | --------- |
| 1060949 | Kazimierzówka | część wsi |
| 0632183 | Kuszlów       | część wsi |
| 1058438 | Natalin       | część wsi |
| 1058444 | Nowa Wygoda   | część wsi |
| 1058467 | Pniaki        | część wsi |
| 1058651 | Stara Wygoda  | część wsi |
| 1058786 | Zacisze       | część wsi |

W latach 1975–1998 miejscowość należała administracyjnie do województwa radomskiego.
Wieś jest siedzibą rzymskokatolickiej parafii Niepokalanego Poczęcia NMP.